# Mittelplate
Mittelplate est le plus important champ pétrolifère de l'Allemagne. Il se situe à 7 km des berges dans une vasière qui fait partie du parc national de la Mer des Wadden de Schleswig-Holstein. Son exploitation, qui a commencé en 1986, est assuré par les sociétés allemandes Dea AG (filiale de RWE) et Wintershall AG. Après 20 ans d'exploitation, il en a été tiré 20 millions de tonnes de pétrole brut . Ce champ contient presque 65 % des réserves pétrolières de l'Allemagne.